# Else Beitz

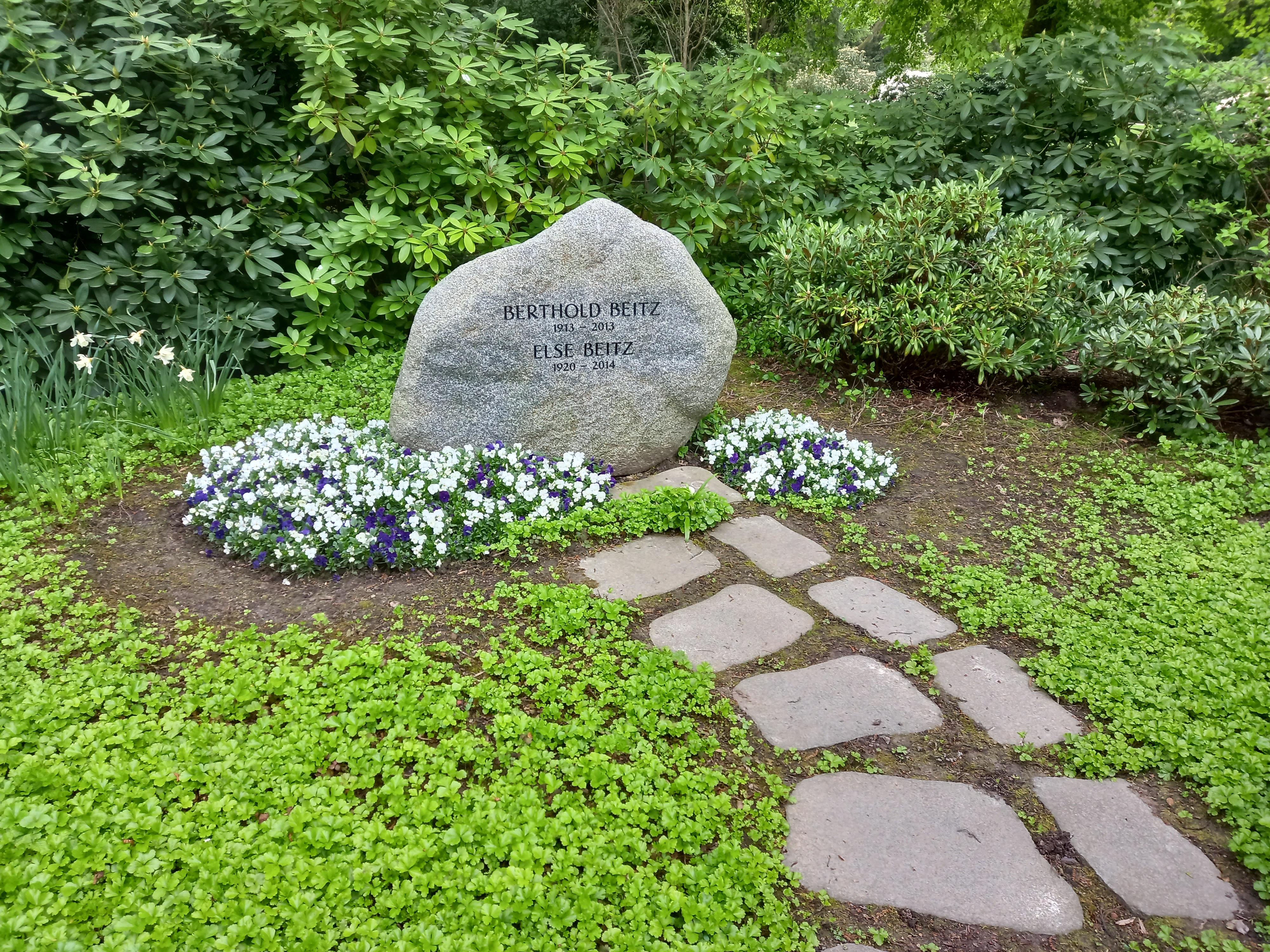
Das Grab von Else und Berthold Beitz auf dem Friedhof Bredeney in Essen

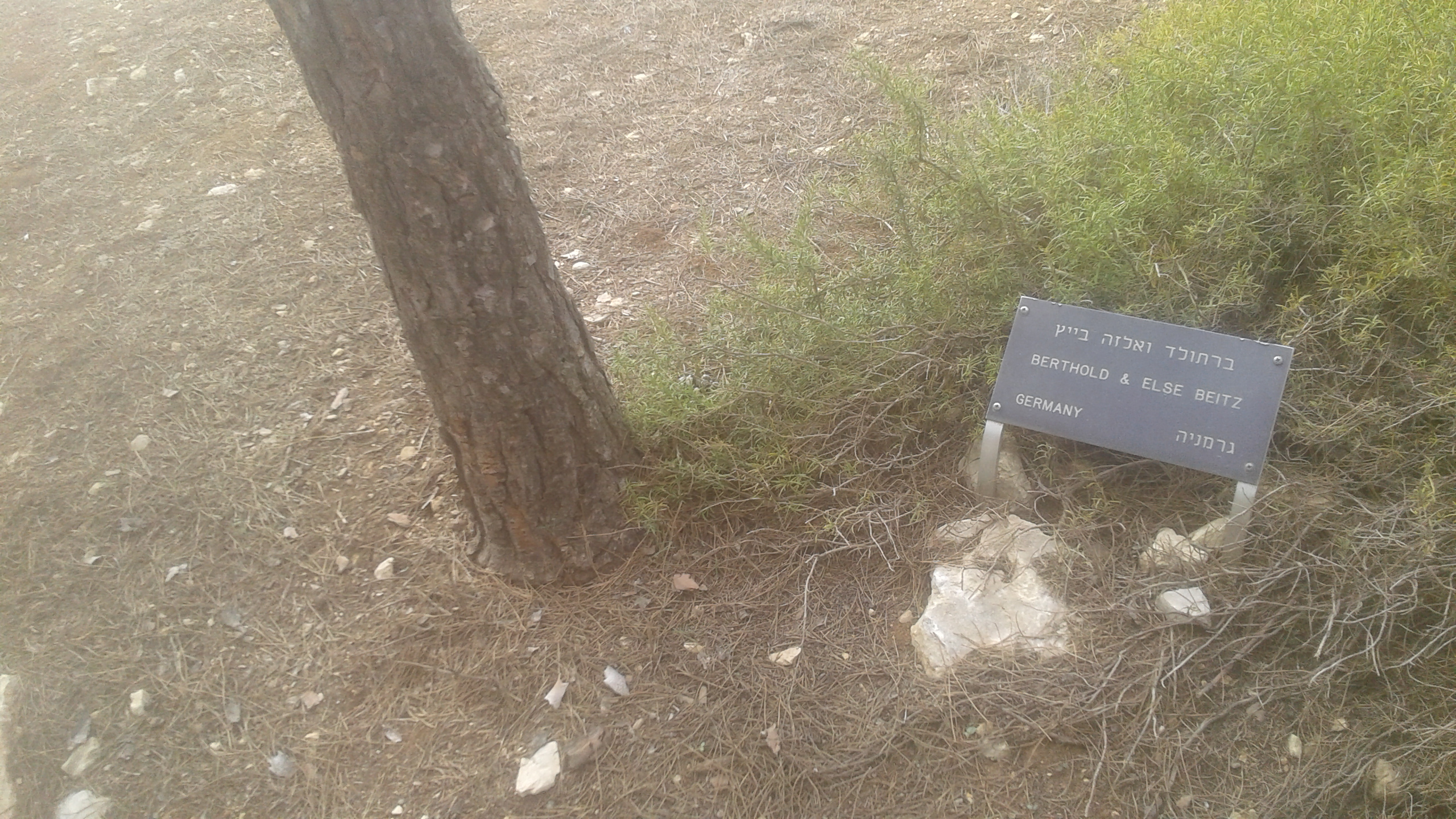
Berthold und Else Beitz "Gerechte unter den Völkern" Baum in der israelischen Gedenkstätte Yad Vashem

Else Beitz (* 11. Juni 1920 in Hamburg; † 14. September 2014 in Essen, geborene Hochheim) war eine deutsche Erziehungswissenschaftlerin. Sie war die Ehefrau des Industriellen Berthold Beitz.

## Werdegang
Else Hochheim wurde als Tochter eines aktiven Gewerkschafters geboren. Nach Schulabschluss 1936 war sie wie ihr späterer Ehemann Angestellte bei der Deutschen Shell in Hamburg. 1938 lernten sich beide beim Tennis kennen, im Jahr darauf heirateten sie. Aus der Ehe gingen drei Kinder hervor.
Als ihr Mann als kaufmännischer Leiter der Karpathen-Öl AG in Boryslaw zwischen 1941 und 1944 viele Juden vor den Vernichtungslagern bewahrte, indem er sie als unabkömmlich für die Produktion seines kriegswichtigen Unternehmens erklärte, war sie seine wichtigste Helferin und Vertraute. Sie versorgte die Juden mit Lebensmitteln und gab einigen von ihnen im eigenen Haus ein sicheres Versteck. 2006 wurde sie dafür von der Gedenkstätte Yad Vashem zur Gerechten unter den Völkern ernannt.
Nach Kriegsende floh sie 1945 mit der ältesten Tochter aus dem Ostsektor. Ihr Mann blieb noch bis August 1946 in Kriegsgefangenschaft. Nachdem die Kinder aus dem Haus waren, holte sie 1978 ihr Abitur nach und studierte Erziehungswissenschaften. 1984 legte sie ihr Diplom ab und wurde 1993 mit ihrer Arbeit zum Thema Industriepädagogik in den Großbetrieben des 19. Jahrhunderts bis zum Ersten Weltkrieg – dargestellt am Beispiel der Firma Krupp (als Buch erschienen Klartext-Verlag Essen 1994) promoviert.
Else Beitz, die seit einigen Jahren an einer Demenzerkrankung litt, starb am 14. September 2014 in Essen im Alter von 94 Jahren.

## Ehrungen
- 1994: Verdienstorden des Landes Nordrhein-Westfalen[5]
- 1997: Josef-Neuberger-Medaille
- 1999: Leo-Baeck-Preis
- 2006: Gerechte unter den Völkern
- 2011: Staatspreis des Landes Nordrhein-Westfalen
- 2012: Großes Verdienstkreuz der Bundesrepublik Deutschland[6]